# Campeonato Argentino de Básquet
El Campeonato Argentino de Básquet de mayores es uno de los torneos más importantes de Argentina, en especial por ser el más añejo en ese deporte. Este certamen comenzó a disputarse en 1928 y si bien hubo años en los que no se disputó, su historia bien lo define como el «Más Argentino de los Campeonatos».
Año tras año y durante siete días las mejores selecciones provinciales del país se enfrentan en busca del título.

## Historia

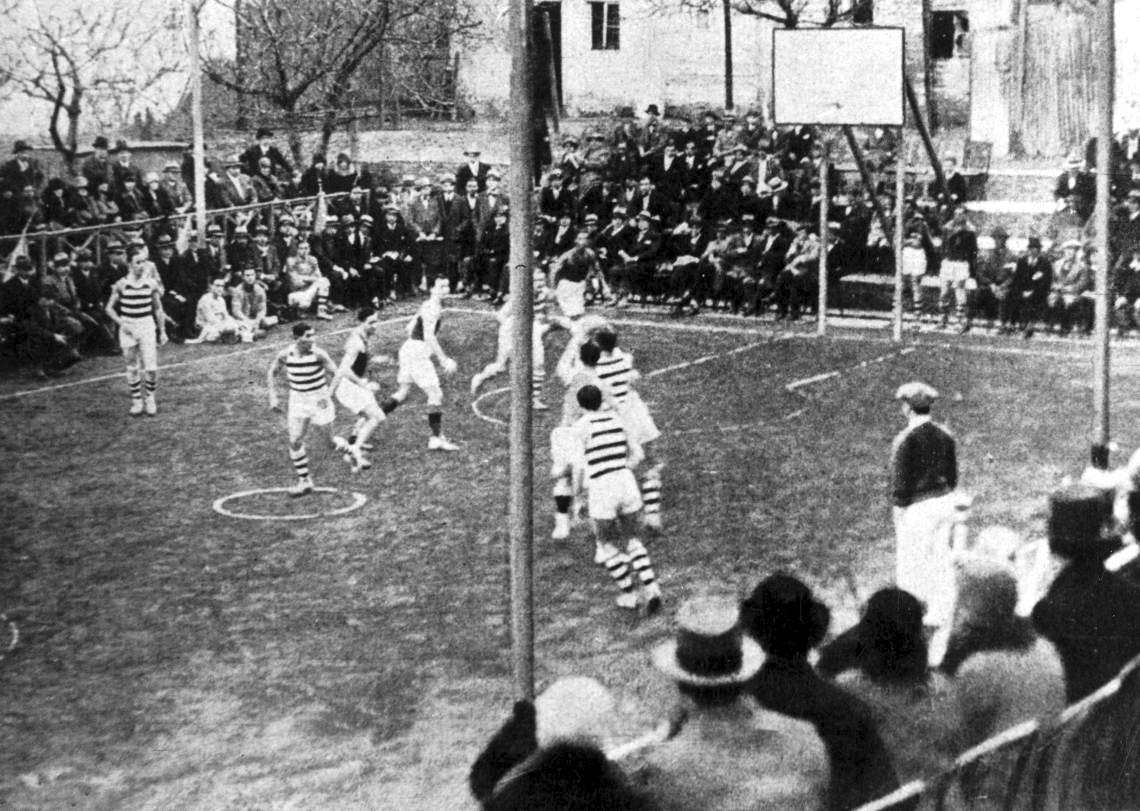
El primer partido del campeonato 1928. Santa Fe le ganó 18 a 17 a Córdoba

La primera edición en 1928 fue organizada por la Federación Argentina de Basket-Ball de Capital Federal, y se disputó en la cancha de polvo de ladrillo de la Asociación Cristiana de Jóvenes de esa ciudad. Participaron Santa Fe, Córdoba y dos equipos de la FABB, Ciudad Autónoma de Buenos Aires (entonces oficialmente llamada Capital Federal) y la políticamente y jurisdiccionalmente separada Provincia de Buenos Aires, uno de los cuales resultó campeón.
Córdoba cortó la hegemonía porteña de los primeros años al adjudicarse los campeonatos de 1932 (en Tucumán) y 1933 (en Rosario), de la mano de Santos Giannuzzo y José Bruno Verzini, que en 1934 fueron los primeros provincianos en sumarse a la Selección Nacional.
Los dos siguientes fueron los primeros que obtuvo Santa Fe. En 1937, llegó el primer título de Santiago del Estero que contaba con la figura de Rafael Lledó, quien luego jugaría seis sudamericanos con la Selección Argentina.
Entre 1966 y 1978 el torneo fue dominado por Provincia de Buenos Aires, con la base de los jugadores bahienses Alberto Pedro Cabrera, Atilio Lito Fruet y José Ignacio De Lizaso más algunos platenses (Gehrmann, Galliadi, Sfeir, Carlos González), en los que jugó 13 finales consecutivas y ganó 10 títulos.
De allí hasta el comienzo de la Liga Nacional en 1984, fue la Ciudad Autónoma de Buenos Aires (entonces llamada oficialmente "Capital Federal") quien retomó el dominio, ahora con mayor poderío económico con los que contrataba a figuras del interior o extranjeros.

## Ediciones
Referencia: Diario El Litoral.
| Edición | Año           | Sede                | Campeón             | Resultado     | Subcampeón          |
| ------- | ------------- | ------------------- | ------------------- | ------------- | ------------------- |
| I       | 1928 Detalles | Capital Federal     | Capital             | 34-13         | Santa Fe            |
| II      | 1929          | Capital Federal     | Federación          | 26-24         | Capital             |
| III     | 1930          | Capital Federal     | Capital Federal     | 35-25         | Córdoba             |
| IV      | 1931          | Córdoba             | Capital Federal     | 26-23         | Córdoba             |
| V       | 1932          | Tucumán             | Córdoba             | 31-25         | Capital Federal     |
| VI      | 1933          | Santa Fe            | Córdoba             | 37-19         | Santa Fe            |
| VII     | 1934          | Mendoza             | Capital Federal     | 35-16         | Córdoba             |
| VIII    | 1935          | Salta               | Santa Fe            | 29-17         | Salta               |
| IX      | 1936          | San Juan            | Santa Fe            | 30-18         | Santiago del Estero |
| X       | 1937          | Jujuy               | Santiago del Estero | 15-14         | Santa Fe            |
|         | 1938          | no se disputó       | no se disputó       | no se disputó | no se disputó       |
| XI      | 1939          | Bahía Blanca        | Capital Federal     | 70-50         | Santa Fe            |
| XII     | 1940          | Santiago del Estero | Santa Fe            | [ nota 2 ]    | Capital Federal     |
| XIII    | 1941          | Entre Ríos          | Capital Federal     | 36-33         | Santiago del Estero |
| XIV     | 1942          | Buenos Aires        | Santa Fe            | 40-35         | Santiago del Estero |
| XV      | 1943          | San Luis            | Santa Fe            | 28-24         | Santiago del Estero |
| XVI     | 1944          | Catamarca           | Santa Fe            | 30-21         | Capital Federal     |
| XVII    | 1945          | Corrientes          | Santa Fe            | 50-27         | Corrientes          |
|         | 1946          | no se disputó       | no se disputó       | no se disputó | no se disputó       |
| XVIII   | 1947          | Capital Federal     | Capital Federal     | 47-40         | Santa Fe            |
| XIX     | 1948          | Chaco               | Santiago del Estero | 45-40         | Buenos Aires        |
| XX      | 1949          | La Rioja            | Santa Fe            | 53-32         | Santiago del Estero |
|         | 1950          | no se disputó       | no se disputó       | no se disputó | no se disputó       |
|         | 1951          | no se disputó       | no se disputó       | no se disputó | no se disputó       |
|         | 1952          | no se disputó       | no se disputó       | no se disputó | no se disputó       |
| XXI     | 1953          | Río Negro           | Capital Federal     | 47-35         | Mendoza             |
| XXII    | 1954          | Córdoba             | Córdoba             | 45-42         | Santa Fe            |
| XXIII   | 1955          | Tucumán             | Tucumán             | 58-42         | Buenos Aires        |
|         | 1956          | no se disputó       | no se disputó       | no se disputó | no se disputó       |
| XXIV    | 1957          | Bahía Blanca        | Buenos Aires        | 47-36         | Mendoza             |
| XXV     | 1958          | Santa Fe            | Capital Federal     | 56-52         | Santa Fe            |
| XXVI    | 1959          | Neuquén             | Mendoza             | 73-64         | Córdoba             |
| XXVII   | 1960          | La Pampa            | Santa Fe            | 64-56         | Santiago del Estero |
| XXVIII  | 1961          | Mendoza             | Córdoba             | 59-53         | Santa Fe            |
| XXIX    | 1962          | Misiones            | Santiago del Estero | 80-78         | Córdoba             |
| XXX     | 1963          | Mendoza             | Córdoba             | 78-72         | Chaco               |
| XXXI    | 1964          | Salta               | Capital Federal     | 91-80         | Santiago del Estero |
| XXXII   | 1965          | San Juan            | [ nota 3 ]          | [ nota 3 ]    | [ nota 3 ]          |
| XXXIII  | 1966          | Jujuy               | Buenos Aires        | 82-72         | Córdoba             |
| XXXIV   | 1967          | Entre Ríos          | Buenos Aires        | 77-59         | Entre Ríos          |
| XXXV    | 1968          | Santiago del Estero | Santiago del Estero | 76-75         | Buenos Aires        |
| XXXVI   | 1969          | San Luis            | Buenos Aires        | 70-67         | Capital Federal     |
| XXXVII  | 1970          | Catamarca           | Buenos Aires        | 68-61         | Capital Federal     |
| XXXVIII | 1971          | Corrientes          | Buenos Aires        | 89-55         | Santiago del Estero |
| XXXIX   | 1972          | Capital Federal     | Buenos Aires        | 64-57         | Capital Federal     |
| XL      | 1973          | Chaco               | Buenos Aires        | 42-40         | Córdoba             |
| XLI     | 1974          | La Rioja            | Buenos Aires        | 74-52         | Santiago del Estero |
| XLII    | 1975          | Chubut              | Capital Federal     | 73-70         | Buenos Aires        |
| XLIII   | 1976          | Río Negro           | Buenos Aires        | 64-57         | Capital Federal     |
| XLIV    | 1977          | Córdoba             | Santa Fe            | 62-56         | Buenos Aires        |
| XLV     | 1978          | Tucumán             | Buenos Aires        | 75-70         | Capital Federal     |
| XLVI    | 1979          | Bahía Blanca        | Capital Federal     | 86-71         | Santa Fe            |
| XLVII   | 1980          | Santa Fe            | Capital Federal     | 94-64         | Santa Fe            |
| XLVIII  | 1981          | Neuquén             | Buenos Aires        | 80-79         | Córdoba             |
| XLIX    | 1982          | La Pampa            | Capital Federal     | 115-83        | Tucumán             |
| L       | 1983          | Formosa             | Capital Federal     | 87-81         | Buenos Aires        |
| LI      | 1984          | Misiones            | Capital Federal     | 83-59         | Entre Ríos          |
| LII     | 1985          | Mendoza             | Capital Federal     | 92-81         | Buenos Aires        |
| LIII    | 1986          | Salta               | Buenos Aires        | 92-89         | Capital Federal     |
| LIV     | 1987          | San Juan            | Córdoba             | 81-76         | Tucumán             |
| LV      | 1988          | Jujuy               | Córdoba             | 79-73         | Tucumán             |
| LVI     | 1989          | Entre Ríos          | Entre Ríos          | 92-90         | Tucumán             |
|         | 1990          | no se disputó       | no se disputó       | no se disputó | no se disputó       |
| LVII    | 1991          | Santiago del Estero | Santiago del Estero | 87-83         | Tucumán             |
| LVIII   | 1992          | San Luis            | San Luis            | 107-90        | Mendoza             |
| LIX     | 1993          | Tucumán             | Tucumán             | 86-84         | Capital Federal     |
| LX      | 1994          | Corrientes          | Capital Federal     | 73-71         | Buenos Aires        |
| LXI     | 1995          | Capital Federal     | Neuquén             | 74-72         | Capital Federal     |
| LXII    | 1996          | Chaco               | Chaco               | 100-75        | Santa Fe            |
| LXIII   | 1997          | La Rioja            | Santa Fe            | 70-63         | Córdoba             |
| LXIV    | 1998          | Tucumán             | Tucumán             | 80-69         | Chaco               |
| LXV     | 1999          | Río Negro           | Entre Ríos          | 98-72         | Chaco               |
| LXVI    | 2000          | Córdoba             | Córdoba             | 72-67         | Buenos Aires        |
| LXVII   | 2001          | Santa Fe            | Córdoba             | 77-62         | Entre Ríos          |
| LXVIII  | 2002          | Entre Ríos          | Entre Ríos          | 105-95        | Buenos Aires        |
| LXIX    | 2003          | Santa Fe            | Entre Ríos          | 91-84         | Capital Federal     |
| LXX     | 2004          | Neuquén             | Santa Fe            | 77-76         | Entre Ríos          |
| LXXI    | 2005          | Misiones            | Entre Ríos          | 72-71         | Santa Fe            |
| LXXII   | 2006          | Santiago del Estero | Capital Federal     | 76-75         | Córdoba             |
| LXXIII  | 2007          | Santa Fe            | Santa Fe            | 85-79         | Capital Federal     |
| LXXIV   | 2008          | Mendoza             | Entre Ríos          | 69-67         | Córdoba             |
| LXXV    | 2009          | Salta               | Córdoba             | 73-64         | Tucumán             |
| LXXVI   | 2010          | La Pampa            | Córdoba             | 66-55         | Entre Ríos          |
| LXXVII  | 2011          | Jujuy               | Santiago del Estero | 85-80         | Santa Fe            |
| LXXVIII | 2012          | Chaco               | Chaco               | 76-66         | Santiago del Estero |
| LXXIX   | 2013 Detalles | Entre Ríos          | Entre Ríos          | 80-69         | Chaco               |
| LXXX    | 2014 Detalles | Corrientes          | Corrientes          | 84-62         | Santa Fe            |
| LXXXI   | 2015 Detalles | Tucumán             | Tucumán             | 86-84         | Santa Fe            |
| LXXXII  | 2016 Detalles | Santa Fe            | Tucumán             | 80-76         | Santa Fe            |
| LXXXIII | 2017 Detalles | Neuquén             | Neuquén             | 95-81         | Santa Fe            |
| LXXXIV  | 2018 Detalles | Misiones            | Córdoba             | 90-83         | Entre Ríos          |
| LXXXV   | 2019 Detalles | Formosa             | Formosa             | 81-78         | Corrientes          |
|         | 2020          | no se disputó       | no se disputó       | no se disputó | no se disputó       |
|         | 2021          | no se disputó       | no se disputó       | no se disputó | no se disputó       |
|         | 2022          | no se disputó       | no se disputó       | no se disputó | no se disputó       |
|         | 2023          | no se disputó       | no se disputó       | no se disputó | no se disputó       |

## Campeonatos por selección
| Selección           | Títulos | Subtítulos | Ediciones Campeón                                                                                                 | Ediciones Subcampeón                                                                                  |
| ------------------- | ------- | ---------- | --- | --- |
| Capital Federal     | 19      | 14         | 1928, 1930, 1931, 1934, 1939, 1941, 1947, 1953, 1958, 1964, 1975, 1979, 1980, 1982, 1983, 1984, 1985, 1994 y 2006 | 1929, 1932, 1940, 1944, 1969, 1970, 1972, 1976, 1978, 1986, 1993, 1995, 2003 y 2007                   |
| Santa Fe            | 13      | 17         | 1935, 1936, 1940, 1942, 1943, 1944, 1945, 1949, 1960, 1977, 1997, 2004 y 2007                                     | 1928, 1933, 1937, 1939, 1947, 1954, 1958, 1961, 1979, 1980, 1996, 2005, 2011, 2014, 2015, 2016 y 2017 |
| Buenos Aires        | 13      | 10         | 1957, 1966, 1967, 1969, 1970, 1971, 1972, 1973, 1974, 1976, 1978, 1981 y 1986                                     | 1948, 1955, 1968, 1975, 1977, 1983, 1985, 1994, 2000 y 2002                                           |
| Córdoba             | 12      | 11         | 1932, 1933, 1954, 1961, 1963, 1987, 1988, 2000, 2001, 2009, 2010 y 2018                                           | 1930, 1931, 1934, 1959, 1962, 1966, 1973, 1981, 1997, 2006 y 2008                                     |
| Entre Ríos          | 7       | 6          | 1989, 1999, 2002, 2003, 2005, 2008 y 2013                                                                         | 1967, 1984, 2001, 2004, 2010 y 2018                                                                   |
| Santiago del Estero | 6       | 10         | 1937, 1948, 1962, 1968, 1991 y 2011                                                                               | 1936, 1941, 1942, 1943, 1949, 1960, 1964, 1971, 1974 y 2012                                           |
| Tucumán             | 5       | 6          | 1955, 1993, 1998, 2015 y 2016                                                                                     | 1982, 1987, 1988, 1989, 1991 y 2009                                                                   |
| Chaco               | 2       | 4          | 1996 y 2012 | 1963, 1998, 1999 y 2013                                                                               |
| Neuquén             | 2       | 0          | 1995 y 2017 | No posee                                                                                              |
| Mendoza             | 1       | 3          | 1959 | 1953, 1957 y 1992                                                                                     |
| Corrientes          | 1       | 2          | 2014 | 1945 y 2019                                                                                           |
| San Luis            | 1       | 0          | 1992 | No posee                                                                                              |
| Formosa             | 1       | 0          | 2019 | No posee                                                                                              |

### Estadísticas Históricas
- Capital Federal fue el seleccionado que más veces llegó al partido decisivo, con un total de 33 finales disputadas.[5]
- Buenos Aires fue el seleccionado que ganó más finales consecutivas, con un total de 6, entre 1969 y 1974.
- La final más repetida fue Capital Federal vs Buenos Aires. Se enfrentaron en 10 oportunidades.
- La serie más espectacular de todos los tiempos fue la de Buenos Aires entre 1966 y 1978. Jugó 13 finales consecutivas y ganó 10 títulos.
- En 1937 se registró la final con el tanteador más bajo de la historia. Santiago del Estero le ganó 15-14 a Santa Fe.